# Kavaklıpınar, Toroslar
Kavaklıpınar là một xã thuộc huyện Toroslar, tỉnh Mersin, Thổ Nhĩ Kỳ. Dân số thời điểm năm 2011 là 287 người.